# Elias Reusner
Elias Reusner (* 8. September 1555 in Löwenberg, Herzogtum Schweidnitz-Jauer; † 1. Oktober 1612 in Jena) war ein deutscher Historiker.

## Leben
Reusner war ein Sohn des Franz Reusner und dessen Frau Barbara Fritschner. Er war ein Bruder von Nikolaus und Jeremias Reusner (* 1. November 1557; † 18. Januar 1594), einem Rat eines Grafen von Salm. Im Juli 1578 immatrikulierte sich Reusner an der Universität Wittenberg. Seine Studien setzte er an der Universität Straßburg und an der Universität Basel fort. 1591 wurde er Professor für Geschichte und Poesie an der Universität Jena und erwarb sich dort am 12. August 1591 das Lizentiat der Medizin. Als Hochschullehrer der Salana beteiligte er sich auch an den organisatorischen Aufgaben. So war er einige Male Dekan der philosophischen Fakultät und in den Sommersemestern 1599, 1611 Rektor der Alma Mater. Reusner trat vor allem auf dem historischen Gebiet der Genealogie von Adligen in Erscheinung. Er starb in der Jena grassierenden Pest und man errichtete ihm ein Grabstein in der St. Michaeliskirche.

## Werke (Auswahl)
- Genealogikon Romanum. Frankfurt 1589 (books.google.de).
- Ephemeris, siue Diarivm Historicvm : In Quo Est Epitome Omnium Fastorum & Annalium tam Sacrorum, quam Profanorum ; Accedit Vetus Calendarium. Frankfurt 1590 (reader.digitale-sammlungen.de). mit seinem Bruder
- Basilikon - Opus genealogicum catholicum. Jena 1592 (books.google.de).
- Theses de historia eiusque dextro oculo, chronologia. Jena 1592 (reader.digitale-sammlungen.de).
- Genealogia sive Enucleatio inclyti stemmatis Witichindei : ab ima radice cum suis pullulis stirpibus et ramis iuculente deducti ... Jena 1597 (reader.digitale-sammlungen.de).
- Commentariolum de vera annorum mundi ad natum Christum supputatione. Jena 1600 (books.google.de).
- Septem illustrium quaestionum historicarum enucleatio. Jena 1609 (books.google.de).
- Isagoges historicae libri duo. Quorum unus Ecclesiasticam, alter Politicam continet historiam. Jena 1609 (reader.digitale-sammlungen.de).
- Isagoges historicae appendix. Commentariolum continens de vera annorum mundi ad natum Chriistum supputatione. Jena 1609 ([Online])
- Brevis & dilucida Duarum Qvaestionum Chronologicarum controversarum enodatio. Jena 1610 (books.google.de).
- Genealogiae regum, Electorum, ducum, principum, atq[ue] Comitum, qui origines suas. Jena 1610 (books.google.de).
- Threnologia in exequiis Serenissimi ac Potentissimi Principis ac Domini D. Christiani II. ducis Saxoniae ... Jena 1611 (reader.digitale-sammlungen.de).
- Historici summi, hortulus historico-politicus. Herborn 1618 (books.google.de).